# Vladimir Ruždjak
Vladimir Ruždjak (Zagreb, 21. rujna 1922. – Zagreb, 9. listopada 1987.) bio je hrvatski operni pjevač i redatelj te glazbeni pedagog i skladatelj. Izvanrednu ljepotu glasa zadržao je netaknutom do posljednjega nastupa, a gdje god je nastupao, bio je zapažen po svojoj superiornoj pjevačkoj tehnici, velikoj muzikalnosti, visokoj glazbenoj kulturi i općoj naobrazbi. Kao skladatelj je osobito uspješno obrađivao međimurske narodne napjeve, a bavio se i prevođenjem opernih libreta.

## Životopis
Vladimir Ruždjak maturirao je na Nadbiskupskoj klasičnoj gimnaziji u Zagrebu. Sudirao pjevanje na Muzičkoj akademiji u Zagrebu u razredu znamenitoga hrvatskoga pjevačkoga pedagoga Milana Reizera i već kao diplomant debitirao 1946. u Operi Hrvatskoga narodnog kazališta. Četrdesetgodišnju karijeru s više od 2500 nastupa dijelio je između Zagreba i Hamburga. U Zagrebačkoj se operi isticao kao pjevač belkanta. Njegove kreacije Verdijevih Rigoletta, Germonta u Traviati, Pose u Don Carlosu, Lune u Trubaduru, Renata u Krabuljnome plesu i Amonasra u Aidi (u svijetu je pjevao i Don Carlosa u Moći sudbine), Jevgenija Onjegina Čajkovskog, Valentina u Faustu, Figara u Seviljskom brijaču i Grofa u Figarovu piru ulaze u vrh hrvatske glazbene reprodukcije, a njegov Nikola Šubić Zrinjski postao je pojmom.
Debitirao je još kao student 1946. u naslovnoj ulozi čuvene produkcije Muzičke akademije Puccinijeva Giannija Schicchija. Nepunu godinu poslije već je kao solist Zagrebačke opere pjevao Rigoletta. Njegov lijep ujednačen baršunasti glas, istančan osjećaj za frazu, muzikalnost, uzorna dikcija, primjerno tumačenje teksta, izvrsna pjevačka tehnika, visoka glazbena i opća kultura izgradili su ga u jednu od najvažnijih ličnosti nakon Drugoga svjetskoga rata u Hrvatskoj. U razdoblju od 1954. do 1962. bio je član Opere u Hamburgu, gdje je dobio i cijenjeni naslov »komornoga pjevača«: tu je 1960. nastupio i u naslovnoj ulozi na praizvedbi opere Homburški princ (njem. Der Prinz von Homburg) Hansa Wernera Henzea te surađivao s glasovitim redateljem Walterom Felsensteinom. Od 1962. do 1964. nastupao je u Metropolitanu. Prvi je u Londonu pjevao baritonsku dionicu u Ratnom rekvijemu Benjamina Brittena pod ravnanjem autora. Ostvario je osamdesetak likova u operama od Claudija Monteverdija do suvremenih skladatelja, s naglaskom na one u operama Giuseppea Verdija. Bio je i vrhunski interpret koncertne popijevke sa širokim repertoarom pjesama Franza Schuberta, Gustava Mahlera, Modesta Petroviča Musorgskoga, Mauricea Ravela, Krešimira Baranovića i drugih. Osobito se istaknuo kao antologijski tumač uloge Nikole Šubića Zrinskoga u istoimenoj operi Ivana pl. Zajca. Djelovao je i kao operni redatelj te skladatelj. Skladao je instrumentalna i vokalno-instrumentalna djela (zborove, popijevke uz klavir ili orkestar)  obilježenu hrvatskim pučkim melosom,  primjerice Suitu antiqua croata. Bio je član Hrvatskog društva skladatelja.

## Nagrade i priznanja
- 1948. – Nagrada Vlade FNRJ
- 1963. – Nagrada Vladimir Nazor (godišnja)
- 1965. – Zlatna lira Saveza jugoslavenskih muzičkih umjetnika
- 1968. – Nagrada Milka Trnina
- 1977. – Nagrada Grada Zagreba
- 1981. – Nagrada Josip Štolcer Slavenski
- 1983. – Nagrada Vatroslav Lisinski Hrvatskog društva skladatelja

## Vanjske poveznice
- LZMK / Hrvatska enciklopedija: Ruždjak, Vladimir
- LZMK / Proleksis enciklopedija: Ruždjak, Vladimir
- Hrvatsko društvo skladatelja: Ruždjak, Vladimir
- hrt.hr – Vladimir Ruždjak (životopis)  Arhivirana inačica izvorne stranice od 10. listopada 2008. (Wayback Machine)
- matica.hr – Marija Barbieri: »Vladimir Ruždjak«  Arhivirana inačica izvorne stranice od 10. ožujka 2021. (Wayback Machine)
- Klasika.hr – Marija Barbieri: »Velik, jedinstven, neponovljiv«  Arhivirana inačica izvorne stranice od 5. ožujka 2016. (Wayback Machine)
- matica.hr – Ivan Ćurković: »Prvoklasna antologija«  Arhivirana inačica izvorne stranice od 17. rujna 2007. (Wayback Machine)
- matica.hr – Zlatko Madžar: »Jedan je bio Vladimir Ruždjak«  Arhivirana inačica izvorne stranice od 10. ožujka 2021. (Wayback Machine)
- Discogs: Vladimir Ruždjak (diskografija) (engl.)